# Великий Стидин
Вели́кий Стидин — село в Україні, у Рівненському районі Рівненської області. Населення становить 663 осіб. Раніше було центром Великостидинської сільської ради, наразі ж у складі Костопільської міської громади.

## Географія
Селом протікає річка Мельниця.

## Історія
У 1906 році село Стидинської волості Рівненського повіту Волинської губернії. Відстань від повітового міста 60 верст. Дворів 112, мешканців 414.
20 жовтня 1921 р. в лісах біля Великого Стидина розташувалася Волинська група (командувач — Юрій Тютюнник) Армії Української Народної Республіки, яка невдовзі мала вирушити у Листопадовий рейд.

## У мистецтві
Назва села згадується у романі Ліни Костенко «Берестечко»:
|  | О Дар-Надія! Ждани та Бояни. Іркліїв. Мліїв. Злобин. Веремій. Великий Стидин. Халеп'я. Холоп'є! Ліпляве братолюбних Балаклій. А он і Київ. Подивись — та пильно. Моя Вкраїно, ти це чи не ти? |